# سيف أباد (بابارشاني)
سیف أباد (بالفارسية: سیف‌آباد) هي قرية تقع في إيران في قسم بابارشاني الريفي. يقدر عدد سكانها بـ 45 نسمة .